# Irene Siricena
Irene Siricena (in greco Εἰρήνη Συρίκαινα?; fl. XIII secolo) era la terza moglie di Manuele I di Trebisonda, imperatrice consorte dell'Impero di Trebisonda. Potrebbe essere la stessa Irene Siricena che, secondo Michele Panareto, fu lapidata nel settembre 1332 durante le purghe seguite all'ascesa al trono di Basilio Mega Comneno.

## Nome
La forma maschile del suo nome di famiglia è stata suggerita come "Syrikainos" o "Syrikos". Il nome potrebbe essere legato all'isola Syros o ai termini "Syrios", "Syrikos", "Syriakos", tutti in lingua greca per indicare la Siria. Il termine geografico Siria si applicava anche alla Celesiria e alla Transgiordania.

## Imperatrice
Irene è brevemente menzionata nella cronaca di Michele Panareto: "E il figlio del signore Manuele da parte della signora Irene Siricena, il signore Giorgio Comneno, succedette al trono e regnò per quattordici anni". Ciò indica che era la madre di Giorgio, imperatore di Trebisonda, e di Giovanni II di Trebisonda, che si presume fossero i figli minori di Manuele. Michel Kuršanskis ha sostenuto che Irene sposò Manuele qualche tempo dopo il 1253, anno in cui Manuele inviò degli inviati al re Luigi IX di Francia, che si trovava a Sidone dopo la sconfitta nella battaglia di Fariskur, per chiedere in sposa una figlia della sua casata. Questa visita diplomatica si spiegherebbe meglio con la necessità di Manuele di avere una moglie e, quando il re Luigi rifiutò di offrirgli una figlia, Manuele sposò Irene.
Manuele ebbe almeno due figlie la cui madre non è menzionata. Potrebbero essere figli di Irene o di un'altra delle sue mogli. Una delle figlie sposò Demetrio II di Georgia, l'altra sposò uno dei suoi Didebul. Sebbene nelle genealogie moderne sia citato come nome, "Didebul" era in realtà un titolo. Secondo "The Bagrationi (Bagration) Dynasty" di Christopher Buyers, i Didebul erano "titoli nobiliari non ereditari di alto rango, superiori agli aznauri, di solito riservati a chi era al servizio dello Stato".
Panareto riporta che Manuele morì nel marzo del 1263. Gli succedette Andronico II di Trebisonda, il suo unico figlio conosciuto di Anna Xylaloe, la sua prima moglie. Basandosi su un passaggio degli "Annali di Sebastiano" georgiani, Anthony Bryer ha sostenuto che Irene Siricena ebbe un ruolo nella deposizione di suo figlio Giorgio (che divenne imperatore nel 1266 alla morte del fratellastro Andronico), e che quindi era ancora viva nel giugno 1280.